# Albert MacLaren
Albert McLaren (* 16. Juni 1870 in Buckingham; † 22. April 1940 in Buckingham) war ein kanadischer Curler. 
McLaren spielte als Lead der kanadischen Québec-Mannschaft bei den III. Olympischen Winterspielen 1932 in Lake Placid im Curling. Die Mannschaft gewann die olympische Silbermedaille. Da Curling damals noch eine Demonstrationssportart war, besitzt die Medaille keinen offiziellen Status.

## Erfolge
- 2. Platz Olympische Winterspiele 1932 (Demonstrationswettbewerb)